# District de Pareh Sar
Le district de Pareh Sar (بخش پره‌سر en persan) est un district (bakhsh) du comté de Rezvanshahr dans la province du Gilan en Iran. Lors du recensement de 2006, il avait une population de 30 033 habitants répartis en 7 616 familles. Il a une seule grande ville, Pareh Sar, et comprend deux districts ruraux (dehestan), le district rural de Dinachal (en) et le district rural de Yeylaqi-ye Ardeh (en).